# کازاشکا رکا
کازاشکا رکا (به بلغاری: Kazashka Reka) روستایی در بلغارستان است که در شهرستان آورن واقع شده‌است.